# Премия имени В. Н. Ипатьева
Премия имени В. Н. Ипатьева — премия, присуждаемая с 1994 года Российской академией наук за выдающиеся работы в области в области технической химии. Названа в честь русского химика Владимира Ипатьева.

## Список награждённых
- 1994 — Галина Александровна Корнеева, Сергей Минович Локтев, Евгений Викторович Сливинский — за цикл работ «Разработка научных основ и технологии получения кислородсодержащих продуктов гидроформилированием непредельных соединений на родиевых катализаторах под давлением»
- 1997 — Алла Юрьевна Крылова, Альберт Львович Лапидус, Сергей Дмитриевич Пирожков — за цикл работ «Разработка высокоэффективных катализаторов для процессов синтеза органических продуктов на основе оксида углерода»
- 2000 — Юлий Абрамович Колбановский — за серию работ «Разработка научных основ и энергосберегающих технологий получения полупродуктов для каталитического синтеза и экологически чистого уничтожения высокотоксичных и супертоксичных органических отходов при высоких давлениях и температурах в химических реакторах нового типа на базе энергетических установок»
- 2003 — Борис Федорович Мясоедов — за цикл работ «Разработка научных основ фракционирования высокорадиактивных отходов и мониторинг территории, загрязнённых радионуклидами актинидов»
- 2006 — Юрий Михайлович Милёхин — за цикл работ «Разработка научных основ и реализация новых технологий создания энергетических конденсированных систем для перспективного ракетного вооружения и конкурентоспособной гражданской продукции»
- 2009 — Евгений Зиновьевич Голосман, Валерий Васильевич Лунин, Сергей Николаевич Ткаченко — за работу «Физико-химические основы промышленной технологии производства водостойких катализаторов очистки газов от озона».
- 2012 — Юрий Михайлович Михайлов — за цикл работ «Научные основы технологий получения перспективных энергетических материалов для ствольных систем вооружения и гражданского применения»
- 2015 — Усеин Меметович Джемилев, Владимир Михайлович Капустин, Всеволод Артурович Хавкин — за работу «Каталитические процессы для получения продуктов нефтехимии и моторных топлив»